# Crataegus compta
Crataegus compta är en rosväxtart som beskrevs av Charles Sprague Sargent. Crataegus compta ingår i hagtornssläktet som ingår i familjen rosväxter. Inga underarter finns listade i Catalogue of Life.